# 5 Eridani
5 Eridani är en misstänkt variabel i stjärnbilden Eridanus. 
Stjärnan har visuell magnitud +5,55 utan någon fastställd amplitud eller periodicitet. Den befinner sig på ett avstånd av ungefär 360 ljusår.